# DDP-516
DDP-516 — 16-битный мини-компьютер из линейки Series 16, разработан в Computer Control Corporation в 1966 году. Первый в мире маршрутизатор сети ARPANET (предок интернета).
DDP-516 и его потомок H316 обладали схожими инструкциями и образовали ядро Series 16 и были самыми коммерчески успешными компьютерами в этой серии. Имел частоту 1,1 МГц, использовал интегральные схемы. Оперативная память — на магнитных сердечниках размером от 4 до 32 Кб с временем цикла 0,96 мс. Система команд включала 72 инструкции и аппаратный индексный регистр. Основным загрузчиком был LDR-APM.
Поддерживаемые языки программирования:
- DAP-16 (ассемблер)
- BASIC-16A
- FORTRAN IV
- PL-516
- FORTH

## H316
Honeywell H316 в большинстве своём модернизированный DDP-516, также его называли «кухонным компьютером». Логика их была примерно одинакова, поэтому их можно было считать двоично совместимыми. За счёт использования новых технологий и более современной памяти компьютер «ужался» до размеров небольшого стола. У H316 было более длинное время выполнения цикла — 1,6 мс.
В 1969 году рекламировался компанией Neiman Marcus в качестве компьютера для хранения кулинарных рецептов в электронном виде. Он продавался по цене $10000 ($63 730 по курсу 2013 года), весил более 45 кг и имел встроенную в корпус разделочную доску. Чтение и ввод рецептов были практически невозможными для обычных домохозяек и поваров, так как интерфейс пользователя требовал 2-недельного курса обучения для программирования компьютера, использовавшего тумблеры-переключатели для ввода и светодиодные индикаторы для вывода информации. Нет сведении о продаже хотя бы одного такого компьютера.